# Bewoonbare zone

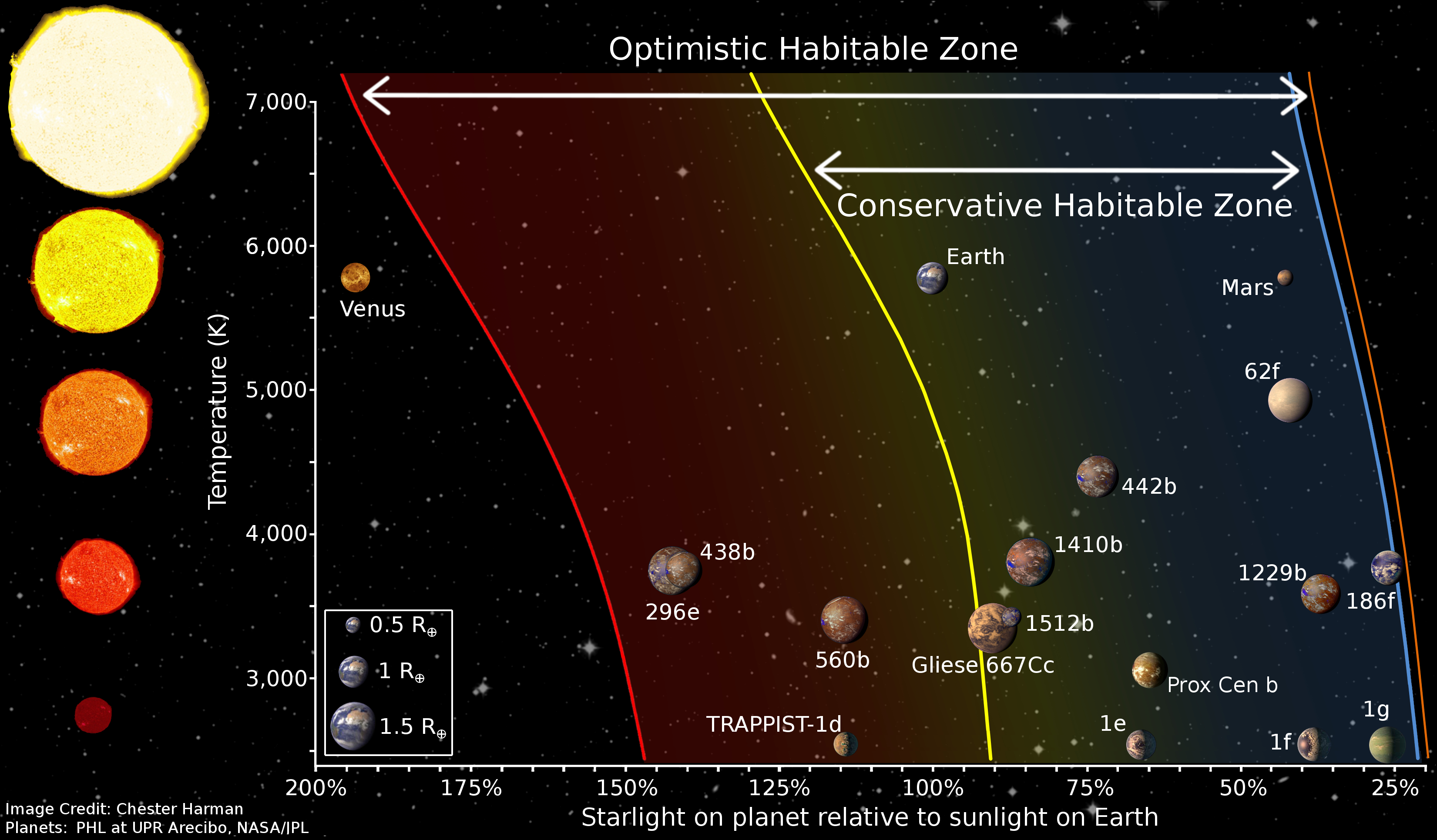
De locatie van de bewoonbare zone als functie van de hoeveelheid licht vergeleken met de Zon en de effectieve temperatuur

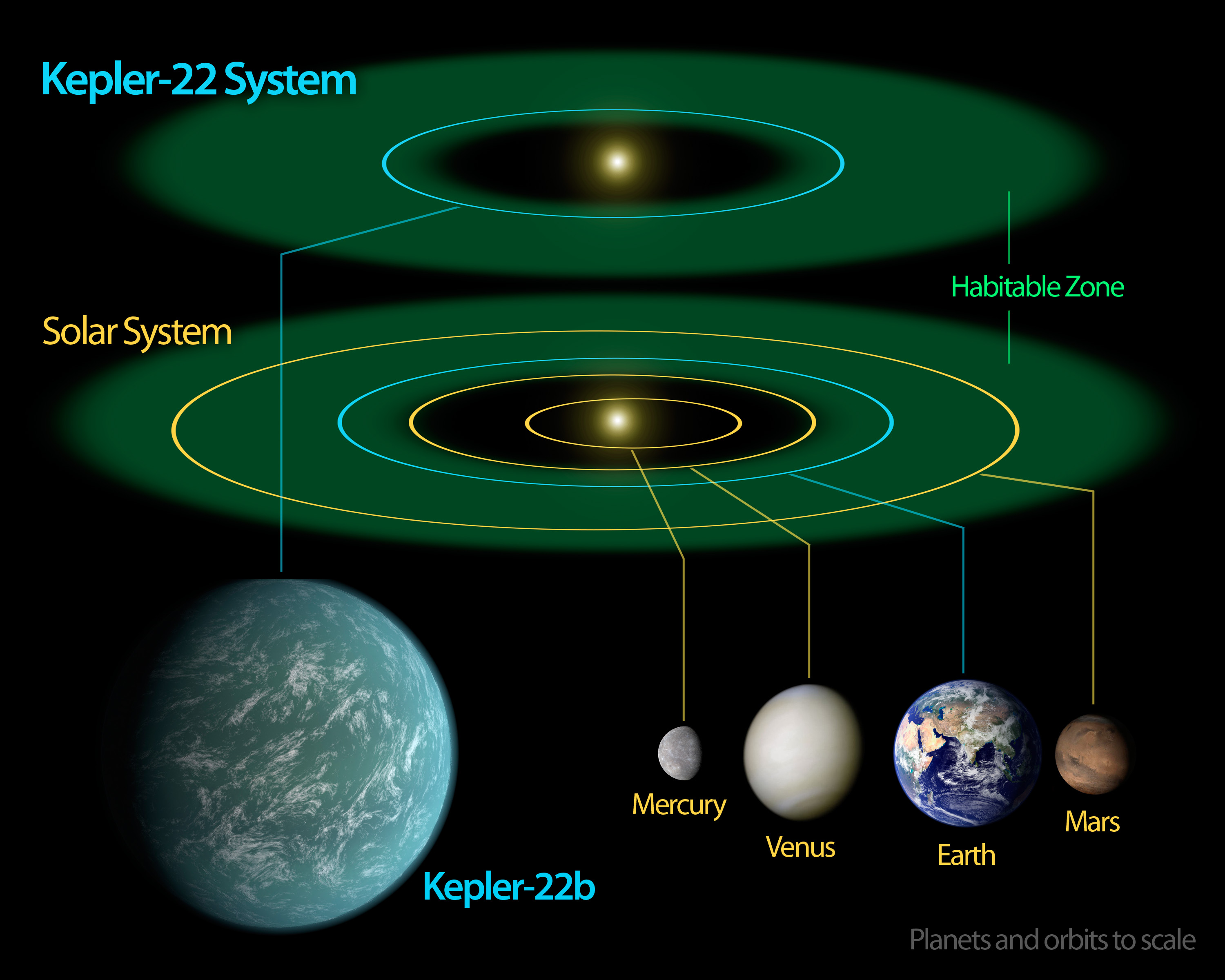
De bewoonbare zones van het zonnestelsel vergeleken met die van het Kepler-22-stelsel

De bewoonbare zone, leefbare zone of Goldilocks-zone is het gebied binnen een planetenstelsel op een dergelijke afstand van de ster (of meervoudige ster) dat er leven mogelijk is zoals dat voorkomt op de Aarde. De belangrijkste factor hierbij is de temperatuur die dusdanig is dat water, een hoofdvoorwaarde voor leven zoals wij dat kennen, er niet bevriest of verdampt en de temperatuur tussen 0 en 100°C is.
Hierbij moet worden opgemerkt dat er misschien heel andere levensvormen bestaan, bij heel andere temperaturen.
In het zonnestelsel vallen alleen de Aarde en Mars in de bewoonbare zone; Venus en Mercurius staan te dicht bij de Zon, de andere planeten te ver ervandaan. Dit sluit echter de mogelijkheid van leven buiten die zone niet geheel uit; van de Jupitermaan Europa, die buiten deze zone ligt, wordt vermoed dat ze een zee heeft, die vloeibaar gehouden wordt door getijdenwerking en waarin 'Aards' leven mogelijk zou kunnen zijn.
Wetenschappers zoeken naar exoplaneten in andere stelsels die binnen de bewoonbare zone vallen, in de hoop buitenaards leven te vinden en de mogelijkheden om andere planeten te koloniseren af te tasten. Op 29 september 2010 is het vermoeden uitgesproken dat Gliese 581 een planeet heeft die zich binnen de bewoonbare zone bevindt, maar het bestaan van deze Gliese 581 g is nog niet zeker. Op 5 december 2011 werd de exoplaneet Kepler-22b ontdekt, die ruim binnen de bewoonbare zone valt; er wordt dan ook gespeculeerd dat deze aardachtige planeet leven zou kunnen bevatten. Op 18 april 2014 werd de exoplaneet Kepler-186f ontdekt, die ook ruim in de bewoonbare zone valt, maar waarover nog weinig bekend is. 
In september 2019 is bij de exoplaneet K2-18b een mogelijke atmosfeer waargenomen.
In het Engels spreekt met wel van Goldilocks zone. Hierbij wordt gedacht aan het Engelse sprookje van Goudlokje en de drie beren, waarbij een meisje drie borden pap proeft waarvan het ene te warm is, het andere te koud, en het derde precies de goede temperatuur heeft. In het Nederlands wordt dat  Goudlokjezone of Goudhaartjegebied.
Naast de afstand tot de ster zijn er vele andere factoren die invloed hebben op de kans dat er leven is op een planeet. Planeten met de grootste kans op buitenaards leven worden wel superbewoonbare planeet genoemd. 
Gliese 163 c · Gliese 180 c · Gliese 229 Ac · Gliese 357 d · Gliese 433 d · Gliese 514 b · Gliese 625 b · Gliese 667 Cc · Gliese 1002 b · Gliese 1061 c · Gliese 3293 d · HD 40307 g · HD 216520 c · HIP 38594 b · K2-9b · K2-18b · K2-72e · K2-332b · K2-288Bb · Kepler-22b · Kepler-62e · Kepler-62f · Kepler-69c · Kepler-155c · Kepler-174d · Kepler-186f · Kepler-283c · Kepler-296e · Kepler-296f · Kepler-440b · Kepler-442b · Kepler-443b · Kepler-452b · Kepler-705b · Kepler-1229b · Kepler-1410b · Kepler-1540b · Kepler-1544 b · Kepler-1606b · Kepler-1638b · Kepler-1649c · Kepler-1652b · Kepler-1653b · Kepler-1701b · L 98-59 f · LHS 1140 b · LP 890-9 · Luyten b · Proxima Centauri b · Ross 128 b · Teegarden b · Teegarden c · TOI 700 d · TOI-2257 b · TRAPPIST-1d · TRAPPIST-1e · TRAPPIST-1f · TRAPPIST-1g · Wolf 1061c · Wolf 1069 b